# Mustos

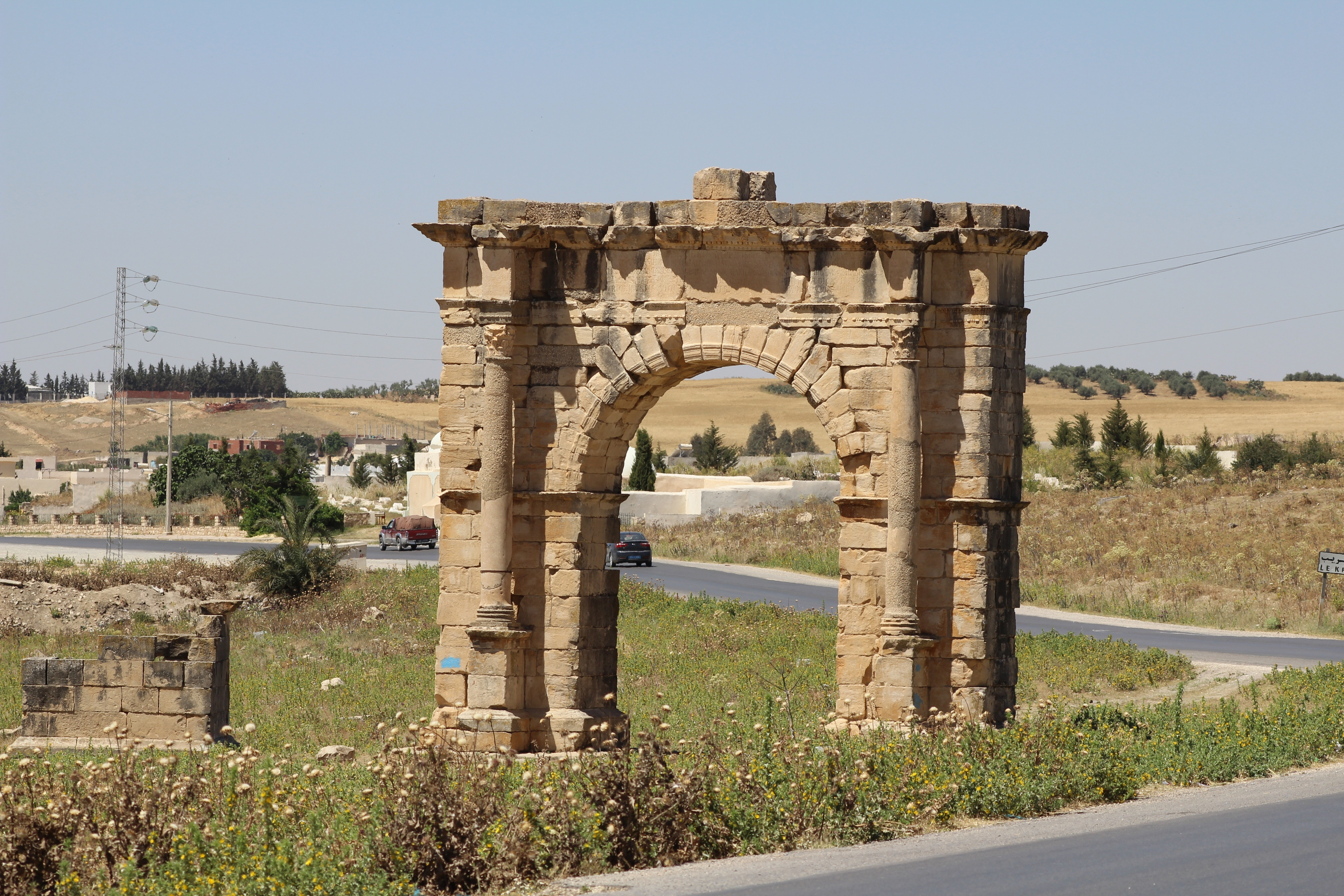
Um dos arcos do triunfo de Mustos

Mustos (em latim: Musti) ou Mustis, conhecido localmente como Mest Henshir é um sítio arqueológico na província de Siliana, no noroeste da Tunísia. Foi uma antiga cidade, importante no período romano, que se encontrava na estrada que ligava Cartago (130 km a nordeste) a Tébessa (200 km a sudoeste). É uma sé titular da Igreja Católica.
As ruínas situam-se cerca de 18 km a oeste de Téboursouk, junto à cuba (mausoléu) do marabuto Sidi Abder Reu, a nordeste da aldeia de El Krib.

## História
A cidade situava-se numa região densamente urbanizada durante o Império Romano — por exemplo, Duga encontrava-se 15 km a leste de Mustos, Bula Régia menos de 50 km a noroeste e Sica Venéria 50 km a sudoeste. Os limites urbanos foram fixados en 238 d.C. por dois arcos do triunfo, erigidos na estrada que atravessava Musti de leste a oeste.
A presença romana no local remonta ao final do século II a.C., quando o general Caio Mário ali instalou os seus veteranos. Mais tarde a cidade foi elevada a município por Júlio César ou Augusto, mas ao contrário de Hipo Régio ou Útica, não recebeu colonos. A presença de cidadãos romanos — principalmente negociantes — é atestada desde a época republicana. O caráter aberto da cidade perdeu-se quando os bizantinos a transformaram numa praça-forte, durante os combates contra os vândalos.
Mustos é mencionada por Ptolemeu, no Itinerário de Antonino, na Tabula Peutingeriana e pelo geógrafo de Ravena Víbio Sequestre, que narra a matança nesse local de uma enorme serpente por Régulo. As inscrições chamam aos habitantes Musticenses ou Mustitanos (Mustitani); este último nome foi também usado por Santo Agostinho.
O local é atualmente conhecido pelos seus vestígios arqueológicos e epigráficos, ainda que esteja apenas parcialmente escavado. Ali se encontram as ruínas de um fórum, de um mercado, de vários templos, de cisternas, de uma cidadela bizantina e de alguns casas romanas.

## Sítio arqueológico
A origem do arco situado à entrada das ruínas é desconhecida. O arco oriental, que se encontrava em avançado estado de ruína, foi restaurado em 1967 pelo Serviço de Monumentos Históricos do Instituto Nacional de de Arte e de Arqueologia. O mausoléu dos Júlios, situado junto ao arco, foi também reconstruído nessa época.
A entrada do sítio abre-se para um grande pátio pavimentado que conduz a uma porta interessante devido à sua estrutura, com corredores cobertos em ambos os lados. Nas partes laterais do pátio há lojas de cambistas e alguns baixos-relevos de génios. Perto da dessa porta encontram-se os restos de três templos dedicados a Ceres, Plutão e Apolo. Ali se encontram igualmente as ruínas de uma pequena igreja cristã, uma basílica com três naves e um batistério, junto a uma fortificação bizantina.

### História eclesiástica

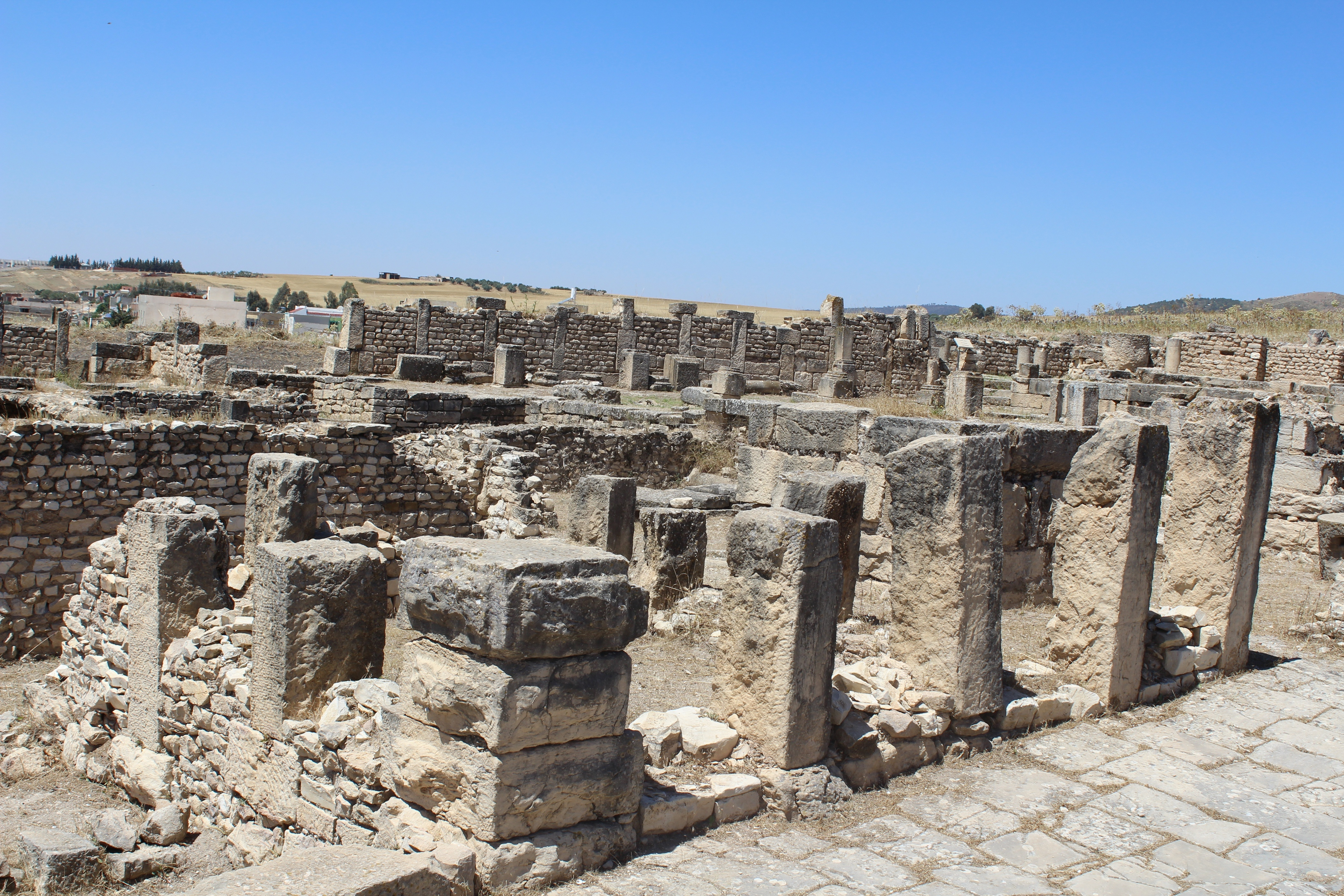
Ruínas

Mustos foi uma diocese sufragânea da arquidiocese metropolitana de  Cartago, ambas na África Proconsular. Há outra sé titular chamada Mustos, na província romana da Numídia, atualmente na Argélia, que Sophrone Pétridès confundiu com a Mustos da província da África Proconsular, indo ao ponto de referir que uma única diocese (de Mustos) tinha enviado quatro bispos ao Concílio de Cartago de 411, dois donatistas (Feliciano e Crescónio) e dos católicos (Vitoriano e Leôncio). J. Mesnage refere que Feliciano e Vitoriano eram da "África Proconsular", sufragânea de Cartago, e que os outros dois eram do que ele chama "Mustos na Numídia" (Musti Numidiae). A lista de sés titulares da Igreja Católica também distingue as duas Mustos, chamando a uma simplesmente "Mustos" e a outra "Mustos na Numídia". Mesnage menciona ainda outros dois bispos que Pétridès atribui à mesma Mustos: Antoniano e Januário. O primeiro era da Numídia e foi um dos bispos mandado para o exílio pelo rei vândalo Hunerico (r. 477–484) em 482. Januário foi um dos que assinaram a carta dos bispos da África Proconsular para Paulo II, patriarca de Constantinopla, contra os monotelistas.
A sé titular foi nominalmente restaurada com sé titular latina do nível mais baixo. Os seus incumbentes foram:
- Jean-Ephrem Bertreux, 1 de junho de 1912 — 1 de abril de 1919
- Julien-Louis-Edouard-Marie Gorju, da Sociedade dos Missionários da África, 26 de abril de 1922 — 14 de janeiro de 1942
- Eugenio Raffaele Faggiano, da Congregação dos Passionistas, 25 de setembro de 1956 — 2 de maio de 1960
- Vicente Alfredo Aducci, 28 de maio de 1960 — 3 de maio de 1962
- Oscar Félix Villena, 26 de julho de 1962 — 11 de fevereiro de 1970
- Juan José Aníbal Mena Porta, 16 de junho de 1970 — 25 de novembro de 1970
- Aldo Del Monte, 29 de dezembro de 1970 — 15 de janeiro de 1972
- Gaetano Bonicelli, 10 de julho de 1975 — 11 de junho de 1977
- Antonio Ambrosanio, 27 de agosto de 1977 — 4 de janeiro de 1988 (depois arcebispo)
- Francisco João Silota, dos Missionários da África, 18 de janeiro de 1988 — 19 de novembro de 1990
- Giuseppe Pasotto, Stigmatines, da Congregação dos Sagrados Estigmas de Cristo, 9 de novembro de 1999 — ... , administrador apostólico do Cáucaso